# 부정정
부정정(Statically indeterminate) 또는 정적 부정정 구조물(또는 계)이란 정역학적 평형방정식만으로 내력과 반력을 구할 수 없는 구조물을 뜻한다. 즉, 미지력의 개수가 평형방정식의 수를 초과하는 경우를 말한다.
2차원 구조물(또는 물체)에 대해 사용 가능한 평형방정식은 다음과 같다.
- {\displaystyle \sum {\vec {F}}=0}: 구조물에 작용하는 힘들의 벡터 합은 영(零, zero)이다. 즉,

Σ H = 0: 힘들의 수평성분의 합은 영이고,
Σ V = 0: 힘들의 수직성분의 합도 영이다.
- {\displaystyle \sum {\vec {M}}=0}: 임의의 점에 대한 모든 힘의 모멘트의 합은 영이다.

부정정 보

이를테면, 오른쪽의 그림에서, 하중 F가 작용하고 있는 정정 평형 상태에서,
미지반력은 수직력 VA, VB, VC와
수평력 HA 등 네 개가 존재한다.
평형방정식은
Σ V = 0:
VA − FV + VB + VC= 0, (여기서 FV는 F의 수직방향 성분)
Σ H = 0;
HA − FH = 0, (여기서 FH는 F의 수평방향 성분)
Σ MA = 0:
FV · a − VB · (a + b) − VC · (a + b + c) = 0.
미지수의 개수는 4개이고 방정식의 개수는 3개로, 평형방정식만으로는 이러한 구조물을 해석할 수 없다. 따라서 부정정 구조물을 해석하기 위해서는 재료의 성질과 적합조건에 대한 고려가 필요하다.

## 정정 (Statically determinate)
위의 예제에서, 지점 B나 C를 제거할 경우, 미지반력 VB 또는 VC가 제거됨으로써, 평형방정식만으로 구조물을 해석할 수 있게 되어 정정 구조가 된다. 그러나 지점 A를 롤러(roller)단으로 바꾸거나 제거할 경우, 구조물은 불안정이 된다.

## 부정정 차수
지점반력을 평형방정식을 통해 구할 수 있더라도 내력을 구할 수 없는 경우나, 내력을 평형방정식으로 구할 수 있더라도 지점반력을 구할 수 없는 경우도 있다. 즉, 구조물의 정정 또는 부정정 여부는 외적정정(지점반력과 관련) 뿐만 아니라 내적정정여부도 관련된다.
계의 부정정 차수는 M - N으로 정의되는데, 여기서
- M 은 미지부재력 및 반력의 개수,
- N 은 서로 독립인 평형방정식의 개수이다.

M을 계산하는 방법은 다음과 같다.
M = r + 1m1 + 2m2 + 3m3
r: 지점 반력 수
m1: 양단 회전 절점 부재의 수
m2: 일단 고정, 타단 회전 절점 부재의 수
m3: 양단 고정 절점인 부재의 수
N은 다음과 같이 계산한다.
N = 2P2 + 3P3
P2: 회전 절점수
P3: 고정 절점수

### 트러스 간편식
트러스는 부정정 차수를 간편식으로 구할 수 있다.
부정정 차수 = r + m - 2P
r: 반력 수
m: 부재 수
P: 절점 수

## 같이 보기
- 유연도법
- 구조공학
- 하디 크로스